# Charybdis-Gletscher
Der Charybdis-Gletscher ist ein großer Gletscher im ostantarktischen Mac-Robertson-Land. In den Prince Charles Mountains fließt er nordöstlicher Richtung zwischen der Porthos Range und der Aramis Range zur Westseite des Amery-Schelfeises.
Teilnehmer der Australian National Antarctic Research Expeditions unter der Leitung des australischen Bergsteigers William Gordon Bewsher (1924–2012) entdeckten ihn im Dezember 1956 und benannten ihn wegen der Unwirtlichkeit des Gebiets nach Charybdis, einem Meeresungeheuer aus der griechischen Mythologie.